# Ankaran
Ankaran (wł. Ancarano) – miejscowość w zachodniej Słowenii, w gminie Ankaran, nad Morzem Adriatyckim. Zaczęła rozwijać się po II wojnie światowej przede wszystkim jako miejscowość turystyczna (popularne miejsce campingowe). Do Ankaranu przyjeżdża (przede wszystkim latem) wielu turystów, organizowane są tu wydarzenia, m.in. Ankaranska noc i targ średniowieczny.

## Historia

### Pochodzenie nazwy
Według niektórych źródeł, Ankaran miał być zasiedlony już w czasach rzymskich. Jedne źródła mówią, że miał się nazywać Ancaria, co wynika z teorii, że miejsce otrzymało nazwę od opata klasztoru, św. Mikołaja Ancarana (w co ciężko by było uwierzyć, gdyż klasztor był wybudowany w XI wieku, to jest całe 6 wieków po upadku zachodniego cesarstwa rzymskiego).
Inne źródła mówią o tym, że miejsce nazywało się Ultra, co też nie jest wyjaśnione. Na to może wskazywać późniejsza nazwa Valdoltra (Vale d’Oltra – po włosku dolina z drugiej strony, później zwana Val d’Oltra).

### Rzymskie pozostałości
Z czasów cesarstwa rzymskiego był na zboczu nad Ankaranem (dzisiejsze Hrvatini) posterunek rzymskiej straży drogowej (resztki fundamentów widać w Božičach), dla nadzoru nad rzymską drogą, która biegła przez Škofije, zboczem Tinjanu i Miljskich hribów (jej pozostałości widać na skrzyżowaniu Bivje, które też na starych mapach ma zapisaną nazwę Ancarano).
Z czasów rzymskich, może nawet greckich, mają pochodzić też znaleziska, które wykopano przy wzgórzu Srmin.

### Rozbudowa
W IX w. kazał ówczesny biskup triesteński wybudować mały kościół poświęcony św. Apolinaremu Gaselskiemu (Sant'Apollinare del Gasello), gdyż miejsce to zwało się wtedy Gasello. W 1072 biskup triesteński Adalger podarował kościół św. Apolinarego z całą przypadającą posesją benedyktyńskiemu klasztorowi św. Mikołaja (San Niccolò) z Wenecji.
Benedyktyni powiększyli swoją posesję, tak, że zaczęła się rozszerzać poza granice Ankaranu na Koper i zachodnie wybrzeże Istrii aż do Poreča. Klasztor, który powstał wraz z rozszerzeniem jest najstarszą budowla w Ankaranie i jego turystyczną i kulturalną atrakcją. Klasztor później został nazwany San Niccolò (Mikołaj z Miry).

### Rola klasztoru św. Mikołaja
Wokół klasztoru wyrosło przez ten czas kilka mniejszych gospodarstw, z osadnictwem kolonistów z sąsiedniej Furlanii, gdyż była w tych czasach przyjęta praktyka, że klasztory musiały utrzymać się same. Z tych gospodarstw miały powstać zalążki obecnej miejscowości. Tak jak w dzisiejszych czasach, klasztory wtedy zajmowały się i żyły z uprawy różnych cennych roślin.

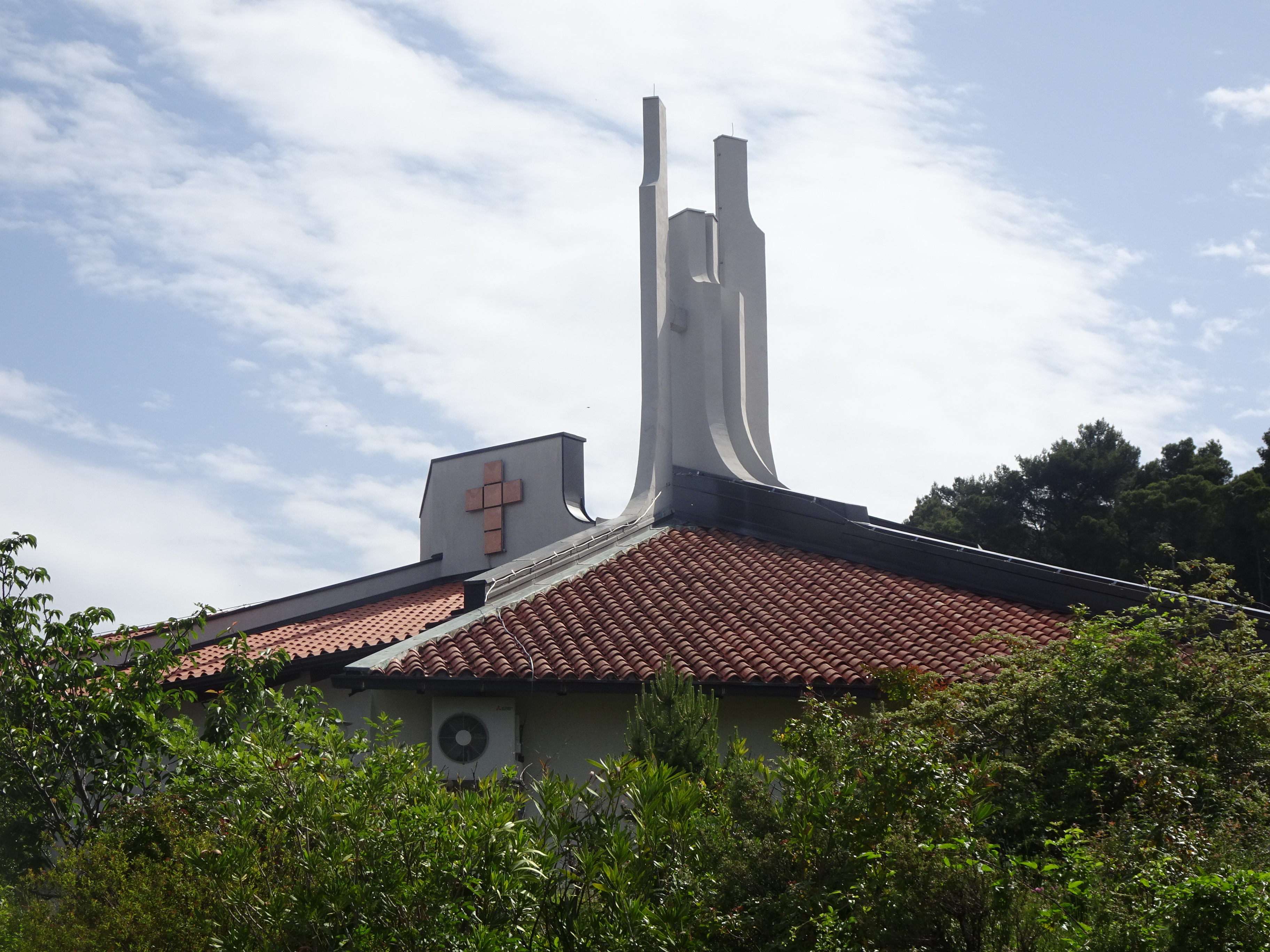
Parafia św. Mikołaja w Ankaran

Także ma klasztor w Ankaranie wielkie zasługi dla rozwoju uprawy oliwek i winorośli w rejonie. Wiadomo, że klasztor wino ze swoich winorośli dostarczył do domu wojewody Filippo Viscontiego i słynnej rodziny Litta. Pod nazwą Lacrimae Christi (Łzy Chrystusowe) w XVI w. wywożono je do niemieckich krajów. Klasztor zajmował się też produkcją oliwy z oliwek. W okolicy hotelu Convent jeszcze teraz widać pojemniki, w których trzymano oliwę. Według zapisów z połowy XVI w widać też, że klasztor nie płacił podatku za oliwę z oliwek, który produkował w swoich wyciskalniach („torklach”). Lata temu te ogromne torkle zostały usunięte.
Klasztor w swoich spisach wspomina też dwóch koperskich biskupów i biskupa z Novigradu, Giacoma Filippa Tomasiniego, który zapisał: „Latem przyjeżdżają mnisi z Wenecji tutaj na zabawę, gdyż jest w tych krajach zdrowy klimat i mogą mnisi iść swobodnie łowić ryby, na puste brzegi”.
Klasztor Benedyktyni przez stulecia odnawiali i powiększali. Najstarsza część klasztoru jest jeszcze dziś widoczna w północno-zachodniej części budynku. W 1572 została dokończona dzwonnica, tak, że na początku XVII w. klasztor otrzymał mniej więcej taki wygląd, jaki ma do dziś. W tym samym czasie dla kościółka przy klasztorze przyjęła się nazwa San Niccolò d’Oltre (św. Mikołaj Oltrski, później San Niccolò d’Oltra), żeby koprzanie mogli go odróżnić od swojego, który stał przy koperskiej przystani. Z czasów funkcjonowania klasztoru św. Mikołaja (san Niccolò) pochodzi też sarkofag, który jest w nim wystawiony (znany jest z rzeźbionych równobocznych krzyży).
Dżuma, która szalała po Istrii w latach 1630/31, drastycznie zdziesiątkowała mieszkańców w miejscowości (jak na całej Istrii), co spowodowało wyjazd mnichów z klasztoru (ostatni opuścił go w 1641). Od tych czasów klasztor działał jako letnia rezydencja zakonu benedyktyńskiego. Z zapisków koperskiego biskupa Zenona z 1661 wiemy też, że żalił się on na niemoralne prowadzenie się mnichów.

### Likwidacja klasztoru
Klasztor św. Mikołaja funkcjonował całe 5 wieków, tak, że w czasie od XIV do XVIII w stał się mniejszym skarbcem dzieł sztuki. Większą część tego skarbca tajemniczo zniknął bez śladu, kiedy w 1774 Republika Wenecka porzuciła klasztor, W tym roku kupiła go z całą posesją koperska rodzina szlachecka Madonizza i zmieniła go w swoją letnią rezydencję. Studni, która znajduje się na zewnętrznym tarasie, wybudowali w 1835 Bonifazio z Piranu i Dominik z Kortów nad Izolą. W 1860 dobudowano w pierzei trzy sklepienia, a w ich wnętrzu postawiono kamieniste schody, by umożliwić zwiedzającym podziwianie podwórza ze studnią.
W czasach bonapartowskich Prowincji Iliryjskich działał w klasztorze szpital wojskowy, później zaś Austria utworzyła w nim sanatorium dla swoich oficerów marynarki.

### Rozwój lecznictwa
W 1818 w Ratyzbonie wydano książkę ówczesnych podróżników Heinricha Hoppego i Friedericha Hornschuha, w której zachwycali się tutejszą bogatą przyrodą i subtropikalną ankaranską roślinnością. Wtedy rozpowszechnił się pogląd, że tutejszy klimat jest odpowiedni dla terapeutycznego leczenia chorób płuc i kości za pomocą słońca i morza. Dlatego działalność lecznicza stała się bardzo intensywna na obszarze Ankaranu (od rozpadu Prowincji Iliryjskich do wybuchu I wojny światowej). Powstały też na tym terenie sanatoria gruźlicze (dzisiejsze koszary słoweńskiej marynarki wojennej i okoliczne budynki), a w 1909 dziecięce sanatorium nadmorskie dla dzieci z gruźlicą kości.

### Ankaran dziś
Klasztor działał po I wojnie światowej jako hotel, jako część oferty turystycznej razem z terenami dla gier i kąpieliskiem św. Mikołaja (otwartym w 1925). Po II wojnie światowej na terenie klasztoru rozwinął się kompleks hotelowy i kempingowy Adria, do dziecięcego sanatorium nadmorskiego zaś wprowadził się szpital ortopedyczny Valdoltra. Na Debelim rtiču (Grubym Przylądeczku) założono później sanatorium młodzieżowe. W sanatorium gruźliczym zaś do 1985 działał szpital Ankaran, później przeprowadzony jako oddział internistyczny do szpitala Izola.
Na fundamencie wszystkich tych ośrodków, które powstały na obszarze dzisiejszego Ankaranu po II wojnie światowej, zaczęło się też budować dzisiejsze osiedle. Najpierw jako osiedle mieszkaniowe dla pracowników wszystkich ośrodków, później zaś też jako samodzielna miejscowość.
Główną komórką dla rozwoju turystyki w rejonie jest Towarzystwo Turystyczne Ankaran. Miejscowość jest końcowym (albo początkowym) punktem Słoweńskiego Szlaku Górskiego.

## Wzrost demograficzny
| Rok                | 1869 | 1900 | 1931 | 1961 | 1971 | 1981 | 1991 | 2002 |
| ------------------ | ---- | ---- | ---- | ---- | ---- | ---- | ---- | ---- |
| Liczba mieszkańców | 426  | 586  | 587  | 995  | 1177 | 1735 | 2659 | 2984 |

## Atrakcje
- Na obszarze Ankaranu miał się zatrzymać m.in. światowej sławy wynalazca śruby okrętowej Josef Ressel, kiedy mieszkał w Trieście. Tu miał się przechadzać i własnoręcznie zasadzić kilka dębów, które są dziś częścią Resslovego Gaju nad Ankaranem.
- Na Debelim rtiču funkcjonował też wojskowy lazaret, co też potwierdza dzisiejsza nazwa Lazaret (wł. Lazareto), gdzie znajduje się byłe przejście graniczne między Włochami i Słowenią.

## Ciekawostki

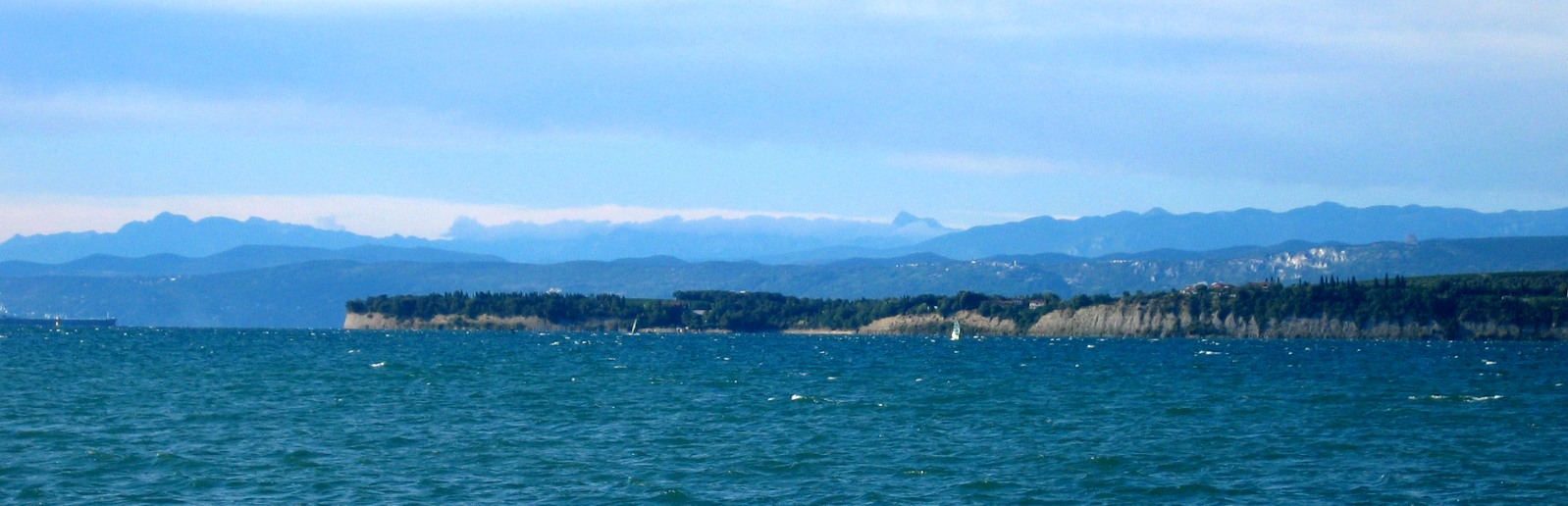
Debeli rtič

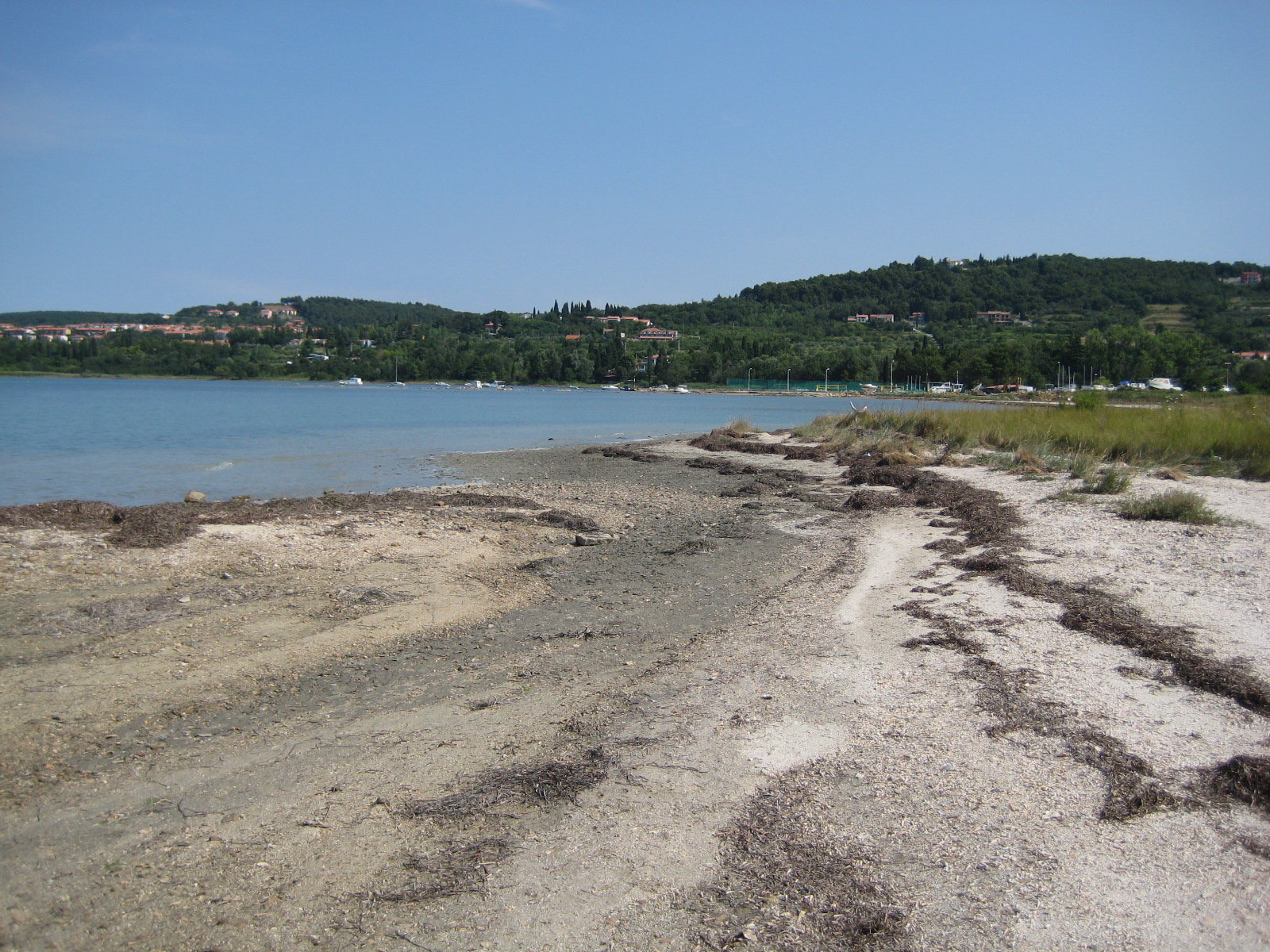
Muszelkowa plaża w zatoce Polje

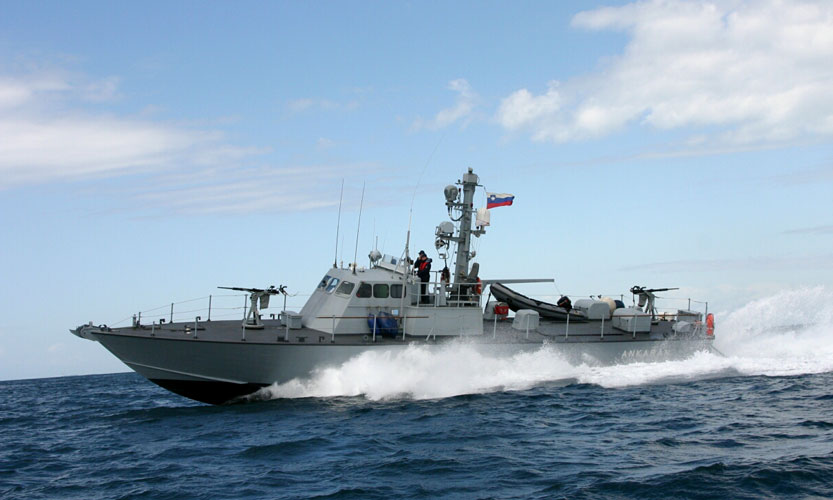
HPL-21 (Szybka Łódź Patrolowa - Hitra patruljna ladja) ANKARAN

- W Ankaranie znajduje się jedyna łąka solniskowa nad Morzem Śródziemnym.
- Na Debelim rtiču, znajdują się jedyne winnice, które leżą na morskim wybrzeżu w słoweńskim Przymorzu.
- Na obszarze sv. Katariny znajduje się muszelkowa plaża, osobliwość obszaru śródziemnomorskiego.
- Na obszarze plaży muszelkowej żyją chrząszcze Clivina ypsilon i Scarites terricola, które są wyjątkowo rzadkie zarówno w Słowenii, jak i w Europie.
- 1 sierpnia 1996 słoweńska marynarka wojenna otrzymała do użytku swoją pierwszą łódź bojową, typu Super Dvora MkII, produkcji izraelskiej. Podczas uroczystych chrzcin nazwano ją na HPL-21 Ankaran (Hitra patruljna ladja - Szybka Łódź Patrolowa). Łódź ma też swoją przystań w Ankaranie, gdzie znajdują się też koszary słoweńskich marynarzy (Jadranska cesta 11) i siedziba słoweńskiej marynarki wojennej (430. dywizjon morski).